# Sza-Aszur-dubbu
Sza-Aszur-dubbu (akad. Ša-Aššur-dubbu, tłum. „Mów z tym, który należy do Aszura!”) – wysoki dostojnik asyryjski, gubernator prowincji Tuszhan za panowania króla Sargona II (722-705 p.n.e.); w 707 r. p.n.e. pełnił urząd limmu (eponima). Za jego eponimatu - zgodnie z asyryjską kroniką eponimów - do zbudowanych w Dur-Szarrukin, świątyń wprowadzono posągi bóstw.